# Farnavik
Farnavik är en sjö i Gotlands kommun i Gotland och ingår i Gothemån-Snoderåns kustområde. Sjön har en area på 0,461 kvadratkilometer och ligger 1,1 meter över havet. Vid provfiske har abborre, mört och sarv fångats i sjön.

## Delavrinningsområde
Farnavik ingår i det delavrinningsområde (643022-169745) som SMHI kallar för Rinner till Fårö n kustvatten. Avrinningsområdets medelhöjd är 9 meter över havet och ytan är 41,82 kvadratkilometer. Det finns inga delavrinningsområden uppströms utan avrinningsområdet är högsta punkten. Delavrinningsområdets utflöde mynnar i havet, utan att ha någon enskild mynningsplats.